# DiSSCo
O DiSSCO,  ou Sistema Distribuído de Coleções Científicas (do inglês, Distributed System of Scientific Collections) é uma infraestrutura europeia para coordenação de coleções de história natural com início de operação em 2025.
O projeto visa a digitalização de 1.5 bilhão de espécimes de mais de 200 instituições parceiras, incluindo tanto a Europa continental quanto o Reino Unido.
A proposta original foi criada em março de 2023 com apoio operacional principal do Centro de Biodiversidade Naturalis, da Holanda, do Consortium of European Taxonomic Facilities, sediado na Bélgica, da Senckenberg Gesellschaft fur Naturforschung, da Alemanha, e do Museu de História Natural de Londres, do Reino Unido. 
Em 2025, a rede incluía 23 países e mais de 200 instituições. 